# Il sogno del bimbo d'Italia
Il sogno del bimbo d'Italia è un cortometraggio muto del 1915, diretto da Riccardo Cassano.
Tra le poche pellicole italiane del tempo ad essere sopravvissute, è una rivisitazione del soggetto patriottico già affrontato nel film Il sogno patriottico di Cinessino diretto nell'aprile 1915 da Gennaro Righelli. A separare i due film sono solo pochi mesi, siamo ora nell'ottobre dello stesso anno. L'entrata dell'Italia nella prima guerra mondiale ha tuttavia modificato l'intera prospettiva. Non serve più evocare le guerre coloniali, i nemici sono gli austriaci contro i quali si combatte. Il protagonista nei due film è sempre Eraldo Giunchi, noto attore bambino del tempo in Italia, già protagonista di numerosi filmati e che qui mette la propria notorietà al servizio della causa bellica, come prima aveva fatto a favore dell'interventismo.
A distinguere i due film è anche l'introduzione di effetti speciali: attraverso l'animazione i soldatini giocattolo del bambino si animano a ricreare una scena di battaglia. I risultati tecnici ed espressivi già preludono al più noto ed elaborato film La guerra ed il sogno di Momi, diretto nel 1917 da Segundo de Chomón con i piccoli Stellina Toschi e Luigi Petrungaro, che ancora una volta riprende lo stesso tema del figlio in trepida attesa del ritorno del padre-soldato dal campo di battaglia nel corso della prima guerra mondiale.

## Trama
Un bersagliere si separa dalla moglie e dal figlioletto per andare a servire la patria nella prima guerra mondiale. Mentre la donna vive la separazione con ansia, il piccolo è sicuro che il papà tornerà vincitore, e cerca di consolare la mamma. Una sera, giocando con i soldatini, il bambino si addormenta. I soldatini si animano e danno vita ad una scena di battaglia. L'immagine quindi si sfuoca per mostrare la vera battaglia cui partecipa vittoriosamente il papà. Pochi giorni dopo, infatti, egli torna a casa, felice di poter riabbracciare i suoi cari.

## Produzione
Il film fu prodotto in Italia nel 1915 dalla Società Italiana Cines.

## Distribuzione
Nell'ottobre 1915 il film fu distribuito dalla Società Italiana Cines nelle sale italiane.